# Aqua Tepula
L'ultimo acquedotto dell'età repubblicana, il quarto, quello dell’Aqua Tepula, venne costruito dai censori Gneo Servilio Cepione e Lucio Cassio Longino nel 125 a.C..
Il nome era dovuto alla temperatura "tiepida" dell'acqua, a 16-17 gradi alle sorgenti, che erano situate nella zona vulcanica dei Colli Albani, al X miglio della via Latina, tra gli odierni comuni di Grottaferrata e Marino, e che sono state probabilmente identificate con quelle note oggi col nome di “Pantanella” e ” Acqua Preziosa”.
Fino all'epoca augustea l'acquedotto scorreva lungo un tragitto completamente sotterraneo, servendosi anche delle strutture dell'acquedotto dell'Aqua Marcia, del quale poi utilizzò in parte anche le arcuazioni esterne. La lunghezza complessiva raggiungeva quasi le 12 miglia romane, circa 18 km, più della metà dei quali (9.580 m) in comune con la Marcia. La portata giornaliera era molto ridotta, e raggiungeva appena le 190 quinarie (corrispondenti a circa 7.885 m3 al giorno).
Dopo la ristrutturazione e modifica operata nel 33 a.C. da Agrippa, in concomitanza con la realizzazione del nuovo acquedotto dell’Aqua Iulia, alla portata originale vennero aggiunte 92 quinarie prese da una diramazione dell’Aqua Marcia. Il condotto fu fatto confluire in quello appena costruito della Iulia, dal quale si separava nuovamente, essendosi l'acqua un po' raffreddata, nei pressi dell'attuale località Capannelle, dove si trovava una piscina limaria (bacino di decantazione). Correva, quindi, insieme all'Aqua Iulia, in un condotto distinto sopra gli archi dell’Aqua Marcia e giungeva in città ad spem veterem, nei pressi di Porta Maggiore. Da qui in avanti il condotto sfruttava le mura aureliane fino a scavalcare la via Tiburtina su un arco che fu poi trasformato nella Porta Tiburtina. Il percorso superava la porta Viminale, dove oggi sorge la Stazione Termini, e terminava in prossimità della porta Collina, dov'era il “castello” principale di distribuzione, nelle vicinanze dell'attuale via XX Settembre.
Altre 163 quinarie vennero in seguito derivate dal futuro acquedotto Anio novus (realizzato intorno al 50 d.C.), per un totale complessivo definitivo, alla distribuzione, di 445 quinarie (=18.467 m3, circa 200 litri d'acqua al secondo).